# Conflação
Conflação é a fusão de dois ou mais conjuntos de informações, textos, ideias, opiniões, etc., em um, muitas vezes errados. Em lógica, é a prática de tratar dois conceito distintos como se fossem um, o que produz erros ou equívocos, já que a fusão de sujeitos distintos tende a obscurecer a análise de relações enfatizadas por contrastes.